# José Oscar Bernardi
José Oscar Bernardi (* 20. června 1954 Monte Sião, Minas Gerais, Brazílie), známý jen jako Oscar, je bývalý brazilský fotbalový obránce a trenér. Hrál hlavně za Ponte Preta a São Paulo. Byl na MS 1978, 1982 a 1986.

## Hráčská kariéra
Oscar hrál za Ponte Preta, New York Cosmos, São Paulo a Nissan Motors.
Za Brazílii hrál 59×. Byl na MS 1978 (3. místo), 1982 a 1986.

## Trenérská kariéra
Trénoval mnoho klubů v Brazílii, Japonsku a Saúdské Arábii.

## Úspěchy

### Klub
- Campeonato Paulista: 1980, 1981, 1985, 1987
- Campeonato Brasileiro Série A: 1986
- Japan Soccer League Division 1: 1988–89, 1989–90

### Reprezentace
- 3. místo na MS 1978

### Individuální
- Bola de Prata (člen ideální 11 brazilské ligy): 1977